# سروش سعیدی
سروش سعیدی (زادهٔ ۶ ژوئن ۱۹۹۱) یک بازیکن فوتبال اهل ایران است.

## محرومیت
وی به اتهام تبانی، توسط کمیته اخلاق فدراسیون فوتبال از حضور در فوتبال و فوتسال و فوتبال ساحلی بصورت مادام العمر محروم گردید.